# Quassiremus polyclitellum
Quassiremus polyclitellum är en fiskart som beskrevs av Castle, 1996. Quassiremus polyclitellum ingår i släktet Quassiremus och familjen Ophichthidae. Inga underarter finns listade i Catalogue of Life.